# Động đất Peru 2007
Động đất Peru 2007 là trận siêu động đất xảy ra vào lúc 18:40 (theo giờ địa phương), ngày 15 tháng 8 năm 2007. Trận động đất có cường độ 8.0 richter, tâm chấn độ sâu khoảng 39 km. Động đất đã gây ra sóng thần lớn, có khu vực cao đến 10 m. Hậu quả trận động đất đã làm 595 người chết, 2.291 người bị thương.